# Michele Errico
Michele Errico (Brindisi, 14 marzo 1944) è un politico italiano.

## Biografia
Fu eletto presidente della Provincia di Brindisi nel turno elettorale del 2004 (elezioni del 12 e 13 giugno), raccogliendo il 57,2% dei voti in rappresentanza di una coalizione di centrosinistra.
Era sostenuto, in consiglio provinciale, da una maggioranza costituita da Democratici di Sinistra, Margherita, Rifondazione Comunista, Socialisti Democratici Italiani, Italia dei Valori e la Federazione dei Verdi.
Il mandato amministrativo è scaduto nel 2009 ed Errico non si è ripresentato.